# عزلة آل مقنع وطارق ويحى (صعدة)
عزلة ال مقنع وال يحيى وطارق
هيا احد عزل مديرية منبه صعده نبذه عن 
قبيلة اليحيوي هي احد قبايل مديرية منبه صعده وهيا عزلة من ضمن عزلة ال مقنع وال يحيى وطارق وشيخهم عوض سليمان اليحيوي  

## رخارجية  عزلة ال مقنع وطارق وال يحيى هي احد عزل مديرية منبه محافظة صعده
- الجهاز المركزي  للإحصاء بالجمهورية اليمنية
- المركز الوطني للمعلومات باليمن
- World Gazetteer:Yemen
- اشيخ قبيلة ال يحيى مديرية منبه محافظة  صعده   عوض سليمان اليحيوي